# Sztárban sztár +1 kicsi
A Sztárban sztár +1 kicsi a Super TV2 zenés show-műsora, melyben a Sztárban sztár korábbi évadjainak énekesei és ismert gyermektehetségek nemzetközi, illetve hazai előadókká, zenészekké átalakulva, azok dalait adják elő közösen élő adásban. Az eredeti formátumhoz hasonlóan profi sminkesek, maszkmesterek, fodrászok és stylistok segítenek nekik abban, hogy külsőleg megtévesztésig hasonlítsanak az eredeti sztárra. A versenyzők a megformálandó személy hangját imitálva énekelnek, valamint a sztárok mozgásait, tánclépeseit és gesztusait is megpróbálják levenni.

## A műsorról
A Sztárban sztár +1 kicsi az eredeti Sztárban sztár formátum gyermek– és duettverziója, különlegessége pedig az, hogy a testvérprodukció korábbi versenyzői gyerekénekesekkel kiegészülve állnak színpadra. A párosok duetteket adnak elő, zenei formációk bőrébe bújnak, de olyan is előfordul, hogy ugyanazt a karaktert alakítják. A felnőtt szereplők ugyanakkor nem csak duettpartnerek, hanem a gyermekek segítői is. A gyermekszereplők Az ének iskolája és a Kismenők című korábbi TV2-s műsorokból kerültek ki. A műsorformátum 2014-ben mutatkozott be Portugáliában, majd műsorra tűzték Spanyolországban és Vietnámban is.
A magyar verzió követi az eredeti Your Face Sounds Familiar című formátum szabályrendszerét. A Sztárban sztár-ral ellentétben ebben a műsorban nincs kiesés és 10 páros versenyez. A versenyzők sorrendjének megállapítása a zsűri, a versenyzők és a nézők által leadott szavazatszámok összesítése után alakul ki. A szereplőket egy 4 tagból álló zsűri pontozza. Egy zsűritag az Eurovíziós Dalfesztivál szavazási rendszeréhez hasonlóan 1–8, 10 és 12 pontot oszt ki a produkciók között, tehát egy páros maximálisan összesen 48 pontot kaphat a zsűritől. Amennyiben a zsűri pontozása alapján két párosnál azonos helyezés alakul ki, akkor ez a két páros osztozik az adott helyezésen. Többszörös holtversenyben ugyanezek a szabályok érvényesek. Az zsűri pontjainak kiosztása után minden páros ad a másik kilencből egynek 5 pontot. Az egy páros által elérhető versenyzői pont maximum 45 pont. A nézők a TV2 Live mobilapplikáción a párosok produkciója alatt adhatják le szavazatukat, illetve az összes produkció előadása után az ún. „utolsó körös” szavazás során támogathatják kedvenceiket.
Az adott héten legtöbb pontot elért páros a heti győztes. Egy-egy páros elért végeredmény pontja a következő adás kezdő versenypontja, a végeredmény pontok tehát adásról adásra halmozódnak, egészen az utolsó előtti adás végéig. A döntőben a halmozott végeredménypontok alapján az első 5 páros versenyez tovább, közülük kerül ki az évad győztes párosa.
A műsor koreográfusa az első évadban Túri Lajos, a másodikban Szabó Anikó; énektanára Balássy Betty. Az interjúkat az énekesekkel az első évadban Jabin Péter, a másodikban Miskovits Marci készítette.

## Évadok
| Évad         | Premier            | Döntő            | Győztes                        | Műsorvezető | Zsűri                                             |
| ------------ | ------------------ | ---------------- | ------------------------------ | ----------- | ------------------------------------------------- |
| Első évad    | 2016. november 27. | 2017. február 5. | Pál Dénes és Varga Vivien      | Till Attila | Ábel Anita Csobot Adél Pély Barna Rákóczi Ferenc  |
| Második évad | 2017. november 26. | 2018. február 4. | Vastag Tamás és Varga Szabolcs | Till Attila | Ábel Anita Király Viktor Tóth Vera Rákóczi Ferenc |

Az első évad a Super TV2 őszi portfólió-fejlesztésének részeként indult. Műsorvezetőnek Till Attilát kértek fel, a zsűri tagjai Ábel Anita, Csobot Adél, Pély Barna és Rákóczi Ferenc voltak. Az első évadot Pál Dénes és Varga Vivien párosa nyerte.
2017. április 23-án bejelentették, hogy elindul a műsor második évada, amihez gyerekek jelentkezését várják. A zsűriben változás történt: Csobot Adél és Pély Barna már nem volt látható a második szériában, helyüket Tóth Vera és Király Viktor vették át. A második évadot Vastag Tamás és Varga Szabolcs párosa nyerte.

## Idővonal
| Név            | Évadok      | Évadok      |
| Név            | 1           | 2           |
| Zsűri          | Zsűri       | Zsűri       |
| -------------- | ----------- | ----------- |
| Tóth Vera      | Versenyző   | Zsűri       |
| Ábel Anita     | Zsűri       | Zsűri       |
| Rákóczi Ferenc | Zsűri       | Zsűri       |
| Király Viktor  |             | Zsűri       |
| Pély Barna     | Zsűri       |             |
| Csobot Adél    | Zsűri       |             |
| Műsorvezető    |             |             |
| Till Attila    | Műsorvezető | Műsorvezető |

## Énekesek és párjaik
| Hely. | Évad                                  | Évad                              |
| Hely. | Első                                  | Második                           |
| ----- | ------------------------------------- | --------------------------------- |
| 1.    | Pál Dénes és Varga Vivien             | Vastag Tamás és Varga Szabolcs    |
| 2–5.  | Bereczki Zoltán és Berki Artúr        | Veréb Tamás és Fodor Eliza        |
| 2–5.  | Dér Heni és Juhos Zsófi               | Hevesi Tamás és Horváth Csenge    |
| 2–5.  | Feke Pál és Kornis Anna               | Kocsis Tibor és Zöldi Lara        |
| 2–5.  | Király Linda és Tabatabai Nejad Flóra | Nagy Adri és Nagy Bogi            |
| 6–10. | Koós Réka és Szabó Bence              | Keresztes Ildikó és Lingura Diána |
| 6–10. | Peter Šrámek és Bari Laci             | Kozma Orsi és Ádám Botond         |
| 6–10. | Sipos Péter és Sztojka Vanessza       | Nótár Mary és Radics Jani         |
| 6–10. | Szandi és Lentulay Krisztián          | Rácz Gergő és Malaczkó Anna       |
| 6–10. | Tóth Vera és Farkas Zsolt             | Tóth Gabi és Fodor Erik           |

## Átlagnézettség
A +4-es adatok a teljes lakosságra, a 18–59-es adatok a célközönségre vonatkoznak.
| Évad | Sugárzás       | Adások száma | Teljes lakosság (+4) | Teljes lakosság (+4) | Célközönség (18–59) | Célközönség (18–59) |
| Évad | Sugárzás       | Adások száma | AMR (fő)             | SHR (%)              | AMR (fő)            | SHR (%)             |
| ---- | -------------- | ------------ | -------------------- | -------------------- | ------------------- | ------------------- |
| 1    | vasárnap 18:50 | 9            | 767 573              | 16,58                | 381 571             | 15,50               |
| 2    | vasárnap 18:50 | 10           | 636 953              | 14,12                | 287 754             | 11,89               |

- Forrás: Nézettségi adatok. BrandTrend.hu[halott link]